# Life in Mono
Life in Mono е третият студиен албум на английската певица Ема Бънтън, издаден през 2006 година. Албумът успява да достигне 65-о място във Великобритания.

## Списък с песните
1. „All I Need to Know“ – 4:18
2. „Life in Mono“ – 3:48
3. „Mischievous“ – 3:41
4. „Perfect Strangers“ – 3:31
5. „He Loves Me Not“ – 3:28
6. „I Wasn't Looking (When I Found Love)“ – 3:31
7. „Take Me to Another Town“ – 4:08
8. „Undressing You“ – 3:21
9. „I'm Not Crying Over Yesterdays“ – 3:23
10. „All That You'll Be“ – 4:00
11. „Downtown“ – 3:24
12. „Something Tells Me (Something's Going to Happen)“ – 3:41
13. „Perhaps, Perhaps, Perhaps“ – 2:30
14. „Por Favor“ – 2:35

## Сингли
Първият сингъл от албума е „Downtown“. Песента е кавър версия на песен със същото име, изпълнена от Петула Кларк.
Вторият сингъл е „All I Need to Know“. Издаден е на 12 февруари 2007 г.

## Позиции в музикалните класации
| Държава                          | Позиция |
| -------------------------------- | ------- |
| Великобритания (UK Albums Chart) | 65      |
| САЩ (Billboard Hot 100)          | 199     |